# Robert de Loor
Robert de Loor (Doorn, 20 januari 1980) is een Nederlandse diskjockey. Robert is het meest bekend als DJ bij Radio 538.
Als tiener werkte hij bij lokale omroep Radio Heuvelrug Centraal. Na enig aandringen kreeg hij daar op zaterdagavond zijn eigen danceprogramma, genaamd 'Monotone Radio'. Hij draaide met name techno en acid. Na enkele jaren nam hij het programma 'How's Live' over, dat donderdagsavonds bij hetzelfde station werd uitgezonden. De naam van de show werd omgedoopt in 'The Hard Way'. Na 7 jaar wekelijks uitzenden en vele (on)bekende en gast-dj's live te hebben ontvangen, werd de show door de programmaleiding na een meningsverschil uit de ether gehaald.
Na zijn abrupte afscheid heeft Robert onder andere bij Magic 105.3FM, Exxact FM (Maarssen) en Dalux FM diverse radioprogramma's gemaakt.
Tussen oktober 2007 en mei 2008 is Robert als invaller te horen geweest bij Radio 538. In de maanden ervoor volgde hij de dj-school van Radio 538. In mei 2008 werd bekend dat De Loor het invallen in de nachtelijke uren niet kon combineren met andere werkzaamheden. Om die reden stopte hij als dj bij Radio 538. Daarna presenteerde hij een programma op de lokale radiozender Extra FM in de gemeente West Maas en Waal om vervolgens in september 2009 bij Roulette FM (de lokale zender voor de gemeente De Bilt en omstreken) aan de slag te gaan.
In 2011 was Robert de Loor weer een aantal maanden werkzaam bij Radio 538 (53N8CLUB) en vanaf september dat jaar deed hij tot 2015 een wekelijks programma op DeepFM. 